# Károly Molnar
Károly Molnar (22 de julio de 1953) es un deportista húngaro que compitió en judo. Ganó una medalla de bronce en el Campeonato Europeo de Judo de 1978 en la categoría de –71 kg.

## Palmarés internacional
| Campeonato Europeo | Campeonato Europeo   | Campeonato Europeo | Campeonato Europeo |
| Año                | Lugar                | Medalla            | Categoría          |
| ------------------ | -------------------- | ------------------ | ------------------ |
| 1978               | Helsinki (Finlandia) | Medalla de bronce  | –71 kg             |